# Martin Lewis Perl
Martin Lewis Perl (Nova York, EUA 1927 -. Palo Alto 2014) és un físic i professor universitari estatunidenc guardonat amb el Premi Nobel de Física l'any 1995 pels seus estudis sobre el leptó.

## Biografia
Va néixer el 24 de juny a la ciutat de Nova York. Va estudiar física a l'Institut Politècnic de Brooklyn, on es llicencià el 1948, i l'any 1955 aconseguí el doctorat a la Universitat de Colúmbia. Va ser professor de la Universitat de Michigan.
Va morir a Palo Alto, Califòrnia el 30 de setembre de 2014.

## Recerca científica
La seva estada a la Universitat Stanford li va permetre poder dur a terme experiments amb l'accelerador de partícules d'aquesta universitat sobre l'estructura dels leptons. L'any 1973 aconseguí descobrir una nova partícula, anomenada Tau, una partícula 3.500 vegades més pesada que l'electró. Aquesta troballa va obrir nous estudis al voltant de les partícules elementals.
L'any 1995 fou guardonat amb la meitat del Premi Nobel de Física per les seves contribucions, pioneres, en la física del Leptó i especialment en el descobriment de la partícula Tau. El premi fou compartit amb el físic Frederick Reines.